# Station Brzózki
Station Brzózki is een spoorwegstation in de Poolse plaats Milanówek.